# Usugorsk
Usugorsk (en ruso: Усого́рск) es una ciudad de la república de Komi, Rusia, ubicada sobre la orilla izquierda del curso alto del río Mezén, el cual desagua en el mar Blanco (océano Ártico). En el año 2010 tenía una población de 5300 habitantes.

## Historia

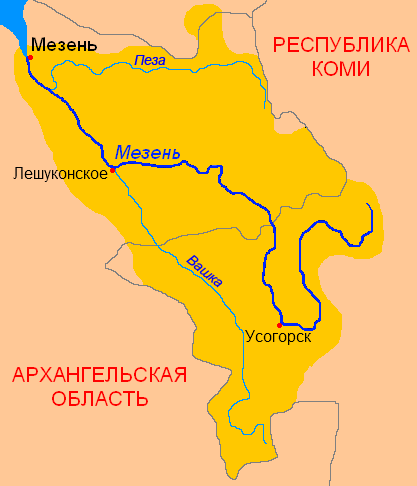
Mapa en ruso del río Mezén donde aparece sobre su curso alto, Usugorsk (Усого́рск)

En diciembre de 1967, el gobierno de la Unión Soviética llegó a un acuerdo con la República Popular de Bulgaria porque esta necesitaba madera. Dos meses después, un equipo de albañiles y constructores búlgaros empezaban a construir Usugorsk, así como las vecinas localidades de Blagoyevo y Mezhdurechensk. Usugorsk obtuvo el estatus o categoría de asentamiento urbanístico en 1971.